# Тримаран
Тримара́н — судно с тремя соединёнными в верхней части параллельными корпусами. Как правило, обладает повышенной остойчивостью и хорошими мореходными качествами.
Также такую схему используют создатели высокоскоростных судов — катеров для гонок на ускорение. Трёхточечные глиссеры используют туннельный эффект, создаваемый передней частью корпуса с двумя поплавками, тогда как кормовой поплавок несёт силовую установку, нередко реактивный двигатель. Если средняя скорость, которую может развить прогулочный тримаран — 18–22 узла (около 33-41 км/ч), такие лодки развивают скорости свыше 300 км/ч, разгоняясь всего за несколько секунд.
Как и катамараны, тримараны обладают большой смоченной поверхностью корпуса, а потому не подходят для постройки малоскоростных грузовых судов. Большой интерес к технологии проявляют военные при разработке концептов боевых кораблей.

## История
Первые тримараны строили полинезийцы и другие коренные жители островов Тихого океана почти 4000 лет назад, и большая часть современной терминологии позаимствована именно у них. Многокорпусные парусники (катамараны и тримараны) стали популярными в 60–70-е годы. Современные рекреационные тримараны, также как и другие многокорпусные лодки, традиционно изготавливают вручную, хотя на рынке есть и промышленные модели. В течение последних 30 лет были сконструированы несколько тримаранов длиной от 19 до 30 футов (5,8—11 метров), способных поместиться в трейлере. В этот список входят фирменные складные тримараны Farrier-Corsair, а также тримараны со складывающимися поплавками Джона Уестела (их систему складывания позднее использовали на Quorning Dragonfly). Многие конструкторы тримаранов используют принцип разборных тримаранов, которые тоже можно перевозить трейлером (как например SeaCart 30, производимый на Oceanlake Marine).
Отец современных тримаранов — Виктор Чечет, иммигрант украинского происхождения, энтузиаст и пропагандист многокорпусных судов. Чечет был военным пилотом Русской императорской армии в Первую мировую войну. Он жил в Грейт-Неке (штат Нью-Йорк) с 1940 года и до своей смерти. Проживая в США, он построил два тримарана Eggnog 1 и 2, оба они были построены из судостроительной фанеры и были 24 фута длиной. Ему принадлежит и само слово «тримаран». Кроме конструирования лодок мистер Чечет зарабатывал на жизнь, рисуя пейзажи и портреты. Примерно в это же время Артур Пивер тоже строил тримараны в США и создал много первых фанерных моделей, по которым другие любители строили свои суда. Многим удалось пересечь океаны, несмотря на их сравнительно большой вес и низкое качество, в сравнении с современными судами. Тогдашнее движение любителей самодельных круизных тримаранов пережило своего родоначальника, скончавшегося в 1968 году. Конструкторы Джим Браун, Джон Марплс, Джей Кантола, Крис Уайт, Норманн Кросс и Дик Ньюик подняли ходовые качества и степень безопасности круизных тримаранов на качественно новый уровень.
Принцип тримарана начали широко использовать в пассажирских паромах. В 2005 году компания Austal доставила в Испанию Benchijigua Express — 127-метровый тримаран для паромного оператора Fred. Olsen S.A, обслуживающего Канарские острова. На тот момент это был самый длинный в мире алюминиевый корабль, способный перевозить со скоростью 40 узлов 1280 пассажиров и 340 машин или эквивалентный этому груз.
Принцип тримарана представляет интерес для конструкторов современных боевых кораблей. RV Triton был заказан Британским оборонным подрядчиком QinetiQ в 2000 году. В октябре 2005 ВМС США проводили оценку стоимости постройки прибрежного боевого корабля-тримарана General Dynamics Littoral Combat Ship (LCS), который был спроектирован и строится компанией Austal. На начало 2012 года построено уже 2 машины из этого проекта, а всего их должно быть построено по контракту — 10 . Также военные тримараны строятся в Индонезии; первый корабль, построенный по технологии «стелс», из 4-х запланированных, был спущен на воду весной 2012 года.

## Термины многокорпусных конструкций
Тримаран — это трёхкорпусное судно, состоящее из основного корпуса (vaka) и двух меньших аутригеров(ama), скреплённых с основным корпусом боковыми  балками (aka). Конструкция и названия частей тримарана заимствованы у проа — парусного судна  народов Полинезии в Тихом океане.

Термин vaka, так же как и aka и ama, взяты из малайского языка и языков Микронезии, эти слова  обозначают  части опоры каноэ. Слово vaka можно условно перевести как «каноэ», или основной корпус. 
- Aka — «ака» в многокорпусной лодке — это часть конструкции  корпуса, соединяющая корпус с «ама» (аутригером). Термин «ака» используется для обозначения части в проа, но также применим для современных тримаранов.
- Ама — термин, также употребляемый в проа. «Вака» (vaka) — это главный корпус, «ама» (ama) — аутригер. «Ака», или «джако» (jako, на гавайском), это опора, соединяющая два (не три) корпуса. Термины «ама» и «вака» сейчас широко используются в обозначении частей  современных тримаранов.
- Vaka — проа состоит из vaka, главного корпуса, как у каноэ, ama, аутригера, и aka, балки, соединяющей ama и vaka.

Для обозначения частей в катамаранах и тримаранах используются одни и те же термины, vaka, ama, и aka.
Различие в том, что катамаран — это две vaka, которые соединены при помощи  aka, а в тримаране в центре находится vaka, с двумя ama по бокам, присоединённым при помощи  aka.
В этом разделе рассматривается использование терминов, принятое в США. В Великобритании основной корпус называется просто основной корпус, или центральный корпус. Боковые аутригеры называются  поплавками. Конструкция, соединяющая основной корпус с поплавками, называется крыльями. Весь этот компонент лодки называется бим. У круизных тримаранов крылья жёсткие, кабины размещаются над ними, тогда как в гоночных тримаранах жилое пространство для экипажа есть только на центральном корпусе, пространство между корпусами закрыто сеткой.

## Особенности
Тримаран достаточно сложен в изготовлении, так как балки испытывают повышенные нагрузки, в связи с этим — это, в основном, небольшие суда прогулочного типа. Конструкция с опускаемым швертом позволяет иметь малую осадку судна. На волнении небольшие тримараны могут представлять серьёзную опасность при подбрасывании основного корпуса. Переворот судна может произойти очень быстро и практически непредотвращаем (впрочем, с ростом размеров судна такая опасность сходит практически на нет).
Тримаранная схема считается очень перспективной для личного использования, особенно схема с боковым аутригерами — небольшими поплавками, позволяющими увеличить площадь палубы при одновременном удлинении основного корпуса. Конструктивной особенностью большинства парусных тримаранов является их беспалубная конструкция — корпуса соединены балками, пространство между которыми закрыто сеткой, по которой передвигаются члены экипажа. Подобное решение существенно ограничивает условия обитаемости, ведь корпуса тримарана существенно уже обычного корпуса, но с этим мирятся на небольших судах, предназначенных для участия в соревнованиях, а не развлекательных круизах.
Современная конструкция складывания поплавков позволяет получить транспортный габарит 2,5 метра без потери прочности балок. Что в свою очередь позволяет транспортировать данные суда по дорогам общего пользования.
Потенциальные покупатели тримаранов должны, кроме прочих деталей, обратить своё внимание на то, чтобы ama имели закрытые герметичные перемычки, так же важно, чтобы все средства управления были сосредоточены на кокпите, на судне имелась таранная переборка, частично или полностью закрытый кокпит, ветрозащита и шпигат на кокпите, чтобы он быстро высыхал.

## Сравнение с однокорпусными конструкциями
Существует два типа тримаранов, обычный тримаран и открытый, в котором пространство между корпусами закрыто сетью, а не сплошным покрытием.
У тримаранов есть ряд преимуществ по сравнению с однокорпусными судами (обычными, однокорпусными парусными яхтами). Благодаря наличию двух корпусов одинаковой длины, тримаран имеет большую ширину, малую осадку судна, меньшую площадь смоченной поверхности и способен нести большую площадь парусов. К тому же из-за большей ширины судна и в целом большей устойчивости  восстанавливающий момент не требует утяжелённого киля (или взвешенного киля), необходимого в однокорпусниках, что делает его конструкцию «непотопляемой».  В результате, благодаря большой ширине, тримаран показывает лучшие результаты в движении по прямой линии (прямой ход), может идти под парусом на мелководье и сохраняет устойчивость при сильном ветре. В то же время большая ширина требует большего пространства для разворота, поэтому лавировать и поворачивать через фордевинд в фарватере для тримарана сложнее. К тому же более узкий корпус имеет меньшее жилое пространство, чем эквивалентные по размеру однокорпусные суда. Тримаранам требуется больше места на причале, если не уменьшать ширину, свернув ama.
Восстанавливающий момент (то есть сила сопротивления воздействию крутящего момента на паруса) происходит за счёт течения по обе стороны ама, а не за счёт выступа тяжёлого киля. Тримараны легче и быстрее, чем однокорпусные суда такой же длины. Лёгкий выдвижной киль или шверт (шверт поворотного типа или шверт втыкающегося типа) часто используется для стабилизации поворотного момента. Большинство тримаранов не переворачиваются набок при умеренной осторожности, однако тримаран может развить большую скорость при сильном ветре и опрокинуться через нос. Опасность этого особенно велика для многокорпусников, использующих высокие мачты при сильном ветре и волнении на море. Чтобы избежать этих проблем, команде тримарана следует уменьшать парусную площадь и закреплять паруса так, чтобы их можно было легко ослабить. Наличие сетки при волнении моря позволяет гасить большую волну, так как вода через неё легко проходит, а размещение плавучего якоря парашютного типа и плавучих якорей, когда это необходимо, до определённой степени уменьшает риск.
Следует отметить, что в последнее время тримараны популярны как крейсерско-гоночные яхты. И как следствие, в 1981г. в трансатлантических гонках, среди тринадцати лучших в своем классе яхт, шесть были тримаранами.

## Складные тримараны
Некоторые производители выпускают тримараны, в которых поплавки складываются  по обеим сторонам вдоль основного корпуса. Это позволяет перевозить их трейлером и они занимают на причале столько же места, сколько и однокорпусники. В их изготовлении используется не менее 5 технологий:
- Тримараны Trimax используют новейшие достижения высоких технологий в складывающемся механизме.
- Astusboats используют телескопические трубки, соединяющие основной корпус с поплавками.
- Farrier Marine используют складывающийся вертикальный механизм, впервые опробованный Trailertri и впоследствии применяемый в большинстве их моделей. Все лодки, сконструированные Farrier известны как «Ф-лодки» (Fboats): (F22, F24, F27 и т. д.).
- Wisper также использует вертикальный складывающийся механизм.
- Тримараны Corsair Marine имеют вертикальный складывающийся механизм, сконструированный Яном Фарье (Ian Farrier). Когда Фарье ушёл из компании в 2000 году, «F» в названии лодок (в честь Ферье) было заменено на «C» в честь Корсара (Corsair).
- Dragonfly Trimarans применяют почти горизонтальный шарнирный механизм, который называется адаптивным крылом (SwingWing). Поплавки сворачиваются под небольшим углом в нижнюю узкую часть основного корпуса, что одновременно увеличивает стабильность судна со свёрнутыми поплавками. Похожая горизонтальная шарнирная конструкция используется на Seaon 96CRB. Такая система была впервые использована в тримаране Ocean Bird, разработанном  Джоном Уестеллом и построенном компанией Honnor Marine Ltd. из городка Тотнес.
- Тримаран Telstar использует уникальную горизонтальную складывающуюся конструкцию и простую систему подъёма мачты, что позволяет легко уместить его в трейлере.

## Безопасность
С самого начала существования многокорпусников, включая тримараны, считалось, что они более подвержены материальным рискам, чем однокорпусные суда. Это верно и по сей день, особенно в отношении океанских тримаранов, такого же мнения придерживаются некоторые яхтсмены, использующие тримараны.

### Преимущества
Вероятность опрокинуться у тримарана хотя и существует, но она существенно меньше, чем у монокорпусника, так как наличие ama  делает его более устойчивым. Большинство конструкций тримаранов считаются практически непотопляемыми, потому что, если даже они заполнены водой и на плаву хотя бы один из поплавков, этого достаточно, чтобы удерживать на плаву все судно. Благодаря такой устойчивости и безопасности, специальные тримараны, как например Challenger, приобрели популярность у спортсменов с ограниченными возможностями.
Более высокая скорость, по сравнению с однокорпусными судами, тоже является преимуществом в безопасности, так как даёт возможность уйти быстрее из зоны неблагоприятной погоды в случае необходимости.

### Недостатки
Тримаран может скорее перевернуться через нос, чем набок, так как он более скоростной и конструкция его более устойчивая. Опрокинутый тримаран перевернуть труднее, чем однокорпусник. Перевёрнутый тримаран не следует выправлять разворачивая в сторону, так как это может повредить мачту и такелаж. Как показывает опыт, его следует  вытягивать за стропы от задней части кормы к носу или от носа к задней части кормы. Некоторые конструктивные особенности снижают риск опрокидывания тримарана, к ним относятся разреженные боковые сети в открытой конструкции для лучшего аэродинамического сопротивления, а также  покрытие и сетки, легко сбрасывающие воду. Лучший способ избежать переворота судна — это уменьшить площадь парусов при сильном ветре.
Тримараны на якоре или швартовке легко следуют за ветром из-за своего малого веса и малой осадки, в то время как однокорпусники следуют за приливами. Это может вызвать столкновение с другими судами, если они находятся поблизости. Уздечка для якорного каната может помочь уменьшить раскачивание.